# João Namorado de Aguiar
João Nepomuceno Namorado de Aguiar (Évora, 13 de novembro de 1876 — Lisboa, 15 de junho de 1945) foi um oficial da arma de Cavalaria do Exército Português, que, entre outros cargos de relevo, foi comandante-geral da Legião Portuguesa e Ministro da Guerra do 7.º governo da ditadura militar, em funções de 21 de janeiro de 1930 a 19 de janeiro de 1931.

## Biografia
Nasceu na freguesia de São Pedro de Évora, filho de António Francisco de Aguiar e de Mariana do Carmo Brito Namorado de Aguiar. Foi irmão de António Augusto Namorado de Aguiar, também militar e político.
Fez parte do Partido Democrático e do grupo dos reconstituintes de Álvaro de Castro.
No posto de coronel João Namorado de Aguiar assumiu o cargo de Comissário-Geral da Polícia do Porto. Foi o grande organizadoe e comandante-geral da Legião Portuguesa.
Foi Ministro da Guerra do 7.º governo da ditadura militar, em funções de 21 de janeiro de 1930 a 19 de janeiro de 1931. Durante o Estado Novo, a que aderiu, destacou-se como organizador da Mocidade Portuguesa e da Legião Portuguesa no norte de Portugal.
Foi condecorado com o grau de comendador da Ordem do Império Colonial, por decreto de concessão publicado no Diário do Governo de 20 de maio de 1935. Recebeu também a grã-cruz da Ordem Militar de Cristo a 30 de janeiro de 1931, a grã-cruz da Ordem da Polónia Restituta da Polónia a 27 de abril de 1932, e o grau de grande-oficial da Ordem Militar de Avis a 5 de outubro de 1932.